# Макгрегор, Джим
Джеймс (Джим) Макгрегор (англ. James (Jim) McGregor), 1887, Ледибренд, Оранжевое Свободное Государство — 20 апреля 1950, Бенони, ЮАС) — южноафриканский боксёр.

## Биография
Джим Макгрегор родился в 1887 году в городе Ледибренд в Оранжевом Свободном Государстве (сейчас в ЮАР).
В 1920 году вошёл в состав сборной ЮАС по боксу на летние Олимпийские игры в Антверпене.
Выступал в полутяжёлой весовой категории (до 79,4 кг), в которой по олимпийской системе соревновались 11 боксёров из 6 государств. Провёл только один бой: выбыл в 1/8 финала, уступив американцу Эдвину Шеллу.
Умер 20 апреля 1950 года в южноафриканском городе Бенони.